# Christian Schøller (1706-1778)
 Der er flere personer med dette navn, se Christian Schøller.
Christian Casparsen Schøller (16. maj 1706 i Christiania – 4. april 1778 på Margård) var en dansk godsejer og officer.
Han var søn af oberst Caspar Schøller, blev kadet 1719, kornet ved 2. fynske Rytterregiment 1729 og løjtnant 1731. I konduitelisterne for 1731 siges der om ham, at han er en god officer, flittig, og har anlagt sin tid vel. Schøller blev ritmester 1734, blev generaladjutant-løjtnant hos general Adolph von Neuberg, som var brigadechef ved tropperne i engelsk tjeneste 1741 og major samme år. I konduitelisterne for 1745 betegnes han: "klein Statur, guter exterieur, guter und regulierter Lebensart, kein Laster ergeben, von recht guten und hurtigen Begriff, appliciert sich mit Fleisz und ist activ, so wie mir noch bekannt in dieser function sehr bequem".
Schøller blev oberstløjtnant 1747, oberst 1757 og var under mobiliseringen 1758-63 chef for regimentet. Han fik afsked som generalmajor 1765. I konduitelisterne for 1764, hvori han siges at være født i Christiania, hedder det: "ein Officier von vielen Meriten, welcher des Königs Dienst aus keinem andern Interesse thut als die Ehre".
Han blev gift 3. januar 1749 på Kronborg med Ebba Ovidia Grüner (2. maj 1720 i København - 12. november 1793 i Odense), datter af general Gustav Grüner. Ved svigerfaderens død 1763 arvede han Margård med hartkorn i alt 447 tønder, 2 skæppe, 1 fjerdingkar og 22/8 album, og 1770 købte han Søholm med gods og to kirker, hvilken han imidlertid atter solgte efter et par års forløb.
Portrætmalerier af ham og hans hustru findes (eller har fandtes?) på Margård.